# Konverze ke křesťanství

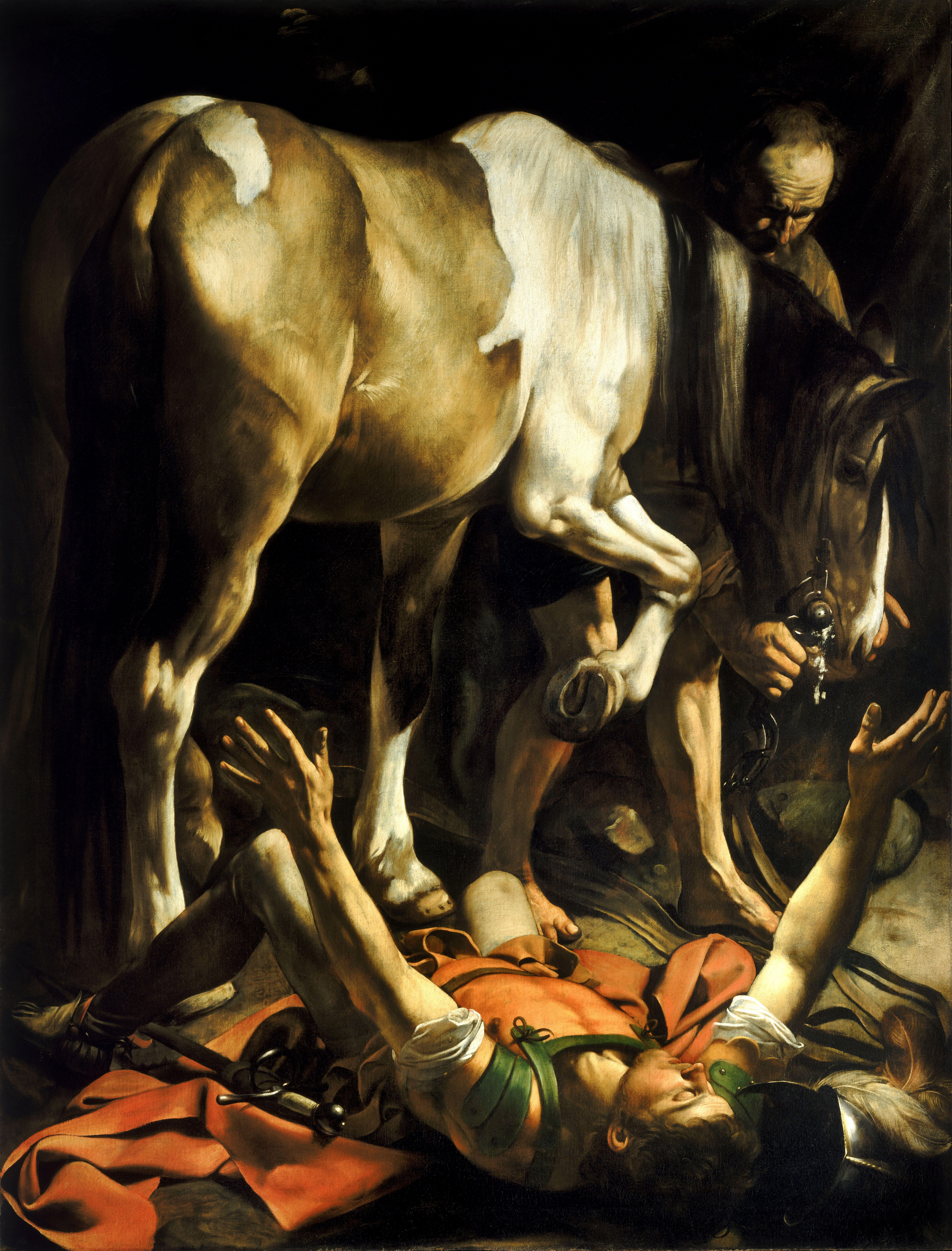
Obrácení na cestě do Damašku (1601) od Caravaggia (Santa Maria del Popolo, Řím) zobrazuje obrácení apoštola Pavla na křesťanství podle událostí popsaných v deváté kapitole Skutků apoštolů (Sk 9,1–22)

Konverze ke křesťanství je náboženské obrácení člověka, který dříve nebyl křesťanem, a přináší změny v tom, co sociologové označují jako „kořenovou realitu“ konvertity, včetně jeho sociálního chování, myšlení a etiky. Sociologie náboženství naznačuje, že náboženská konverze byla důležitým faktorem při vzniku civilizace a utváření moderního světa. Konverze je psychology náboženství nejvíce studovaným aspektem náboženství, ale skutečných údajů je stále velmi málo. Neurologické studie zjistily, že konverze není výsledkem patologie.
Křesťanství na jihu a východě planety Země rychle roste, a to především díky konverzím. V historii se používaly různé metody konverze. Existují důkazy o donucování ze strany světských vůdců v raném a pozdním středověku, ačkoli nucení jako metoda nebylo nikdy schváleno nebo dokonce podporováno žádnou většinou křesťanských teologů.
Různé křesťanské denominace mohou provádět různé druhy rituálů nebo obřadů uvedení do společenství věřících. Základním rituálem obrácení je křest, zatímco různé denominace se liší, pokud jde o biřmování.
Podle studie profesora náboženství Davida B. Barretta z Kolumbijské univerzity a historika George Thomase Kuriana z roku 2001 se v tomto roce ke křesťanství obrátilo z jiného náboženství přibližně 2,7 milionu lidí, zatímco celkově se ročně obrátí přibližně 3,8 milionu lidí. V prvních desetiletích jednadvacátého století je letniční hnutí největší a nejrychleji rostoucí formou křesťanství, tento růst je způsoben především náboženskými konverzemi.

## Individuální konverze
James P. Hanigan píše, že individuální obrácení je základní zkušeností a ústředním poselstvím křesťanství, a dodává, že křesťanské obrácení začíná zkušeností „vyvedení z rovnováhy“ prostřednictvím kognitivní a psychologické „nerovnováhy“, po níž následuje „probuzení“ vědomí a nové uvědomění si Boha. Hanigan ji přirovnává ke „smrti a znovuzrození, odvrácení..., odložení starého..., změně mysli a srdce“. Člověk reaguje uznáním a vyznáním osobní ztracenosti a hříšnosti a následně přijme povolání ke svatosti, čímž obnoví rovnováhu. Po tomto počátečním vnitřním obrácení následuje praxe, která proces obrácení dále prohlubuje a která podle Hanigana bude zahrnovat i etické změny.
V příkladech obrácení z Nového zákona, jako je Petrovo obrácení a Pavlovo obrácení, Hanigan vnímá stejnou společnou zkušenost „smrti a znovuzrození“. Říká, že tito lidé nereagovali z pocitu viny, ale z úcty, respektu a svaté bázně před tím, co vnímali jako Boží přítomnost.

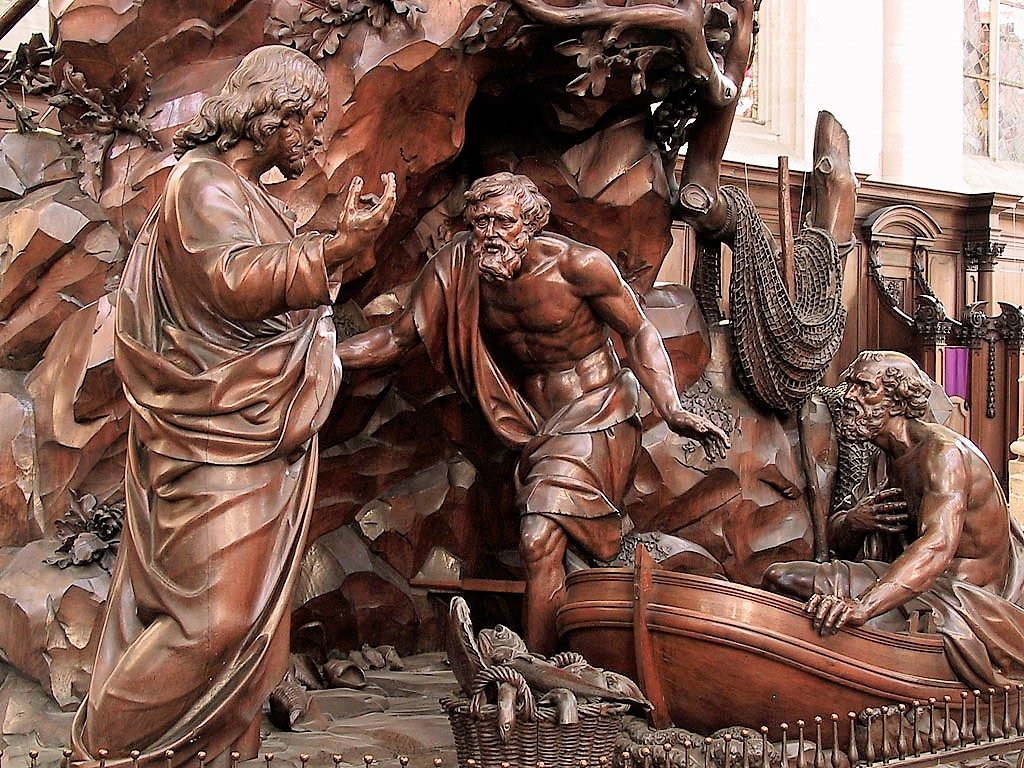
Jan Frans van Geel a Jan Baptista van Hool – Povolání svatého Petra a Ondřeje, detail kazatelny v kostele svatého Ondřeje, Antverpy

Srovnávací studie z počátku 21. století nabízejí poznatek, že náboženská konverze poskytuje nové místo pro sebedefinici, morální autoritu a společenskou identitu prostřednictvím přijetí náboženského jednání, které se příjemci zdá vhodnější a pravdivější.
Antropolog Robert Hefner dodává, že „konverze nabývá nejrůznějších podob..., protože je ovlivněna širší souhrou identity, politiky a morálky“. Poselství Pravdy, spásné identity a přijetí do společenské organizace, jejímž cílem je šíření tohoto poselství, se ukázalo být samo o sobě revoluční silou.

## Teologie
Podle socioložky Ines W. Jindry má obrácení „teologický rozměr“. Avery Dulles cituje Bernarda Lonergana, který říká: „Předmětem teologie je tedy člověk, který prochází obrácením k Bohu.“ Zkušenost obrácení je základní a má tyto charakteristiky: „je konkrétní, dynamická, osobní, komunitní a historická“. Díky tomuto zaměření na jednotlivce má teologie obrácení ve svém základu tytéž charakteristiky.
Náboženský historik David W. Kling ve své knize History of Christian Conversion (Dějiny křesťanské konverze) uvádí devět obecných témat společných pro vyprávění o konverzi. Jindra popisuje první téma jako „lidské poznání Boží přítomnosti“, zatímco Kling říká, že „Bůh se pro lidi stává skutečným“ prostřednictvím konverze. Konverze má vždy „kontext“: lidé jsou „sociálně konstituované“ bytosti a náboženská konverze se vždy odehrává ve společenském kontextu. Jindra píše, že ačkoli se všechna vyprávění o konverzi liší, všechna vykazují známky toho, že jsou založena na osobních vnitřních zkušenostech krize vyjádřených prostřednictvím specifického historického kontextu, v němž konvertité žili.
V konverzi se objevují aspekty „pohybu i odporu“. Křesťanství bylo od svých počátků evangelijním náboženstvím zaměřeným na misii, které se šířilo prostřednictvím konverze. Lidé však přirozeně tíhnou k setrvačnosti, ke známému, pokud nejsou jinak motivováni ke změně, takže konverze je v dějinách spíše výjimkou než pravidlem.
V procesu přeměny existuje jak „kontinuita, tak diskontinuita“. Konverze může být rušivá a způsobit přerušení vztahu s minulostí, ale přerušení je zřídkakdy úplné. Aspekty minulosti jsou často zachovány, což vede k jakési „hybridní“ víře. Gender také hraje přímou roli v tom, jak lidé konvertují nebo nekonvertují.
Svědectví a vyprávění poskytují slovník obrácení. U slavnějších příběhů o obrácení, jako je Augustinův a Martina Luthera, je zřejmé, že příběh o obrácení byl později používán nejen pro osobní poznání a proměnu, ale také pro přilákání potenciálních konvertitů. Kling píše, že „vliv [takových] osobních svědectví na dějiny obrácení nelze přeceňovat“. Náznaky z Jandrova výzkumu z jednadvacátého století naznačují, že to platí i pro obyčejnější, méně slavná obrácení. Obrácení přineslo v životě většiny konvertitů důležité a pozitivní změny: Jindra říká, že „se stali stabilnějšími, našli smysl života, vypořádali se se svými dřívějšími problematickými biografickými trajektoriemi a zlepšili své vztahy (Jindra, 2014)“.
Konverze byla historicky ovlivněna tím, jak je definována osobní „identita“ a pocit sebe sama. To může určovat, nakolik záměrné jednání ze strany jednotlivého konvertity řídilo výsledek a nakolik místo toho mohly vnější síly zasáhnout do osobního jednání. V případě křesťanské konverze téměř vždy existuje síť dalších osob, které konvertitu před konverzí ovlivnily. Jindra píše, že konkrétní kontext, který zahrnuje ideologii skupiny, k níž se konvertita připojil, konkrétní krizi jednotlivého konvertity „a míru vlastního jednání oproti vlivu ostatních“, jsou důležitými aspekty ovlivňujícími, zda se konvertita po konverzi změní, nebo nezmění.
Tyto faktory se překrývají s fázemi konverze podle výzkumného psychologa Lewise Ramba. Rambův model konverze zahrnuje kontext, krizi (zahrnující určitou formu hledání ze strany potenciálního konvertity), setkání a interakci (s někým, kdo věří v nový náboženský systém). Následuje závazek a jeho výsledky.

## Společenské vědy
Německý sociolog Max Weber ve své knize Sociologie náboženství píše, že náboženská konverze začíná u proroka jako hlasu zjevení a vize, který vyzývá ostatní, aby se rozešli s tradicí a uvedli svůj život do souladu s jeho „pravdou, která buduje svět“. Weber věřil, že prorocké ideály se mohou prostřednictvím konverze společenství následovníků stát „silou pro proměnu světa tak mocnou jako nic jiného v lidských dějinách“.
Hefner označil konverzi a christianizaci za „dvojí fenomén“ a napsal, že náboženská konverze byla důležitým faktorem při vzniku civilizace a utváření moderního světa. Podle Hefnera s sebou „přeformulování sociálních vztahů, kulturních významů a osobní zkušenosti“ spojené s konverzí nese neodmyslitelný „aspekt budování světa“.
Na konci devatenáctého století byl vývoj světových náboženství (judaismu, křesťanství, islámu a buddhismu) považován za součást nevyhnutelného pochodu k lidskému osvícení v lineárním vzestupném vývoji. Antropologie účinně prokázala, že tento model nedokáže vysvětlit náboženské rozdíly.
Světová náboženství vytvořila instituce schopné standardizovat vědění a někteří tvrdí, že jim to pomohlo přežít, zatímco „říše a ekonomické řády přicházely a odcházely“. Ve skutečnosti se však jen několika náboženstvím podařilo dlouhodobě se šířit a standardizované učení nemusí mít nutně vliv na individuální konverzi a víru.
Jednou z nejvlivnějších prací v sociologii náboženství z 60. let 20. století je kniha Roberta Belly (1964) Religious Evolution, která tvrdí, že všechna světová náboženství hlásají existenci transcendentální sféry, která je nadřazena každodenní realitě, čímž legitimizují zkušenosti spásy/konverze, jejichž cílem je spojit člověka s tímto světem. Bella popisuje možnost vykoupení/konverze za těchto podmínek jako „ve svých důsledcích otřásající světem“. Napětí mezi běžnou realitou a transcendentnem vytváří uznání potřeby společenské reformy, která je vedena spásnou vizí a která svět přetváří, místo aby jej pasivně přijímala. Tímto způsobem, říká Hefner, světová náboženství uvolnila sevření tradice a položila základy lidské svobody.

## Psychologie
Přestože je konverze nejstudovanějším aspektem náboženství mezi psychology zabývajícími se náboženstvím, empirických údajů na toto téma je málo a od klasického díla Williama Jamese Varieties of Religious Experience z roku 1902 se metoda příliš nezměnila. James Scroggs a William Douglas napsali o sedmi současných problémech v psychologii konverze.
1) Definice. Scroggs a Douglas označují tuto otázku za „nejstarší v oboru“ a uvádějí, že psychologové se ptají, zda konverze vyžaduje náhlý obrat, nebo postupnou změnu. Neexistuje shoda. Slovo konotuje náhlý obrat, ale psychologové nechtějí opustit možnost postupné konverze.
2) Patologie. Freud považoval náboženství za patologii a stoupenci jeho myšlenkové školy v tom pokračují. Empirické studie ukazují, že náboženství je spojeno s dobrým duševním zdravím žen, že pomáhá při depresích a překonávání závažných problémů, jako je závislost na heroinu, a že obecně existují významné vazby mezi náboženstvím a spiritualitou a dobrým fyzickým a duševním zdravím. Podle Scroggse a Douglase záleží na tom, jaký názor psycholog zaujme, na jeho vzdělání a osobní oddanosti víře či nevíře.
3) Typ osoby. Mnozí si kladou otázku, zda existuje nějaký typ člověka, u něhož je větší pravděpodobnost, že se obrátí, než u jiných. Sociologové zdůrazňují význam takových proměnných, jako je společenská třída, skupinová očekávání a sociální změny (jako v americké pohraniční společnosti nebo v současné Číně). Podle Scroggse a Douglase William „James považoval nemocnou duši za nejpravděpodobnějšího kandidáta na obrácení. Nemocná duše žije ,blízko prahu bolestiʻ. Je obecně introvertní a pesimisticky naladěná, zlo světa si bere hluboce k srdci. Nemocná duše je zádumčivá, ponořená do existenciální úzkosti. Je to Kierkegaardův člověk, který je zoufalý a ví, že je zoufalý“.
Trauma a existenciální krize mohou vést ke konverzi. Podle studie psycholožek Rosemary de Castellové a Janette Simmondsové je trauma u již obrácených osob často spojeno také s „prospěšnými změnami ve vnímání sebe sama, ve vztazích a životní filozofii a s pozitivními změnami v oblasti existenciálních, duchovních nebo náboženských záležitostí“.
Studie z roku 2011 uvádí, že konverze může mít buď vnitřní podobu, kdy se náboženství stává hlavním principem a cílem života konvertity, nebo vnější podobu, kdy náboženství slouží většinou jiným cílům, například politickým nebo ekonomickým, které jsou pro daného člověka důležitější než náboženství. U těch, kteří prožívají vnitřní konverzi, je spojena nižší míra deprese, úzkosti a stresu, zatímco u těch, kteří praktikují pouze vnější konverzi, je tato míra vyšší.
4) Věk. Scroggs a Douglas uvádějí, že první autoři zabývající se psychologií konverze shodně považovali dospívání za nejpravděpodobnější věk pro konverzi.
Psycholog Robert Ferm zjistil v průzkumech tří církví, že průměrný věk obrácení je 43, 46 a 41 let (Ferm, Robert, The Psychology of Christian Conversion. Westwood, N. J., Fleming Revell, 1959,s. 218.) Konvertité, které Grahamova první britská kampaň přivedla k obrácení, byli v průměru dvacetiletí. Jung zdůrazňoval střední až pozdní třicátníky... Hiltner píše, že konverze „je nejdůležitější, nejpravděpodobnější a nejkultivovanější ve třiceti letech, spíše než aby byla považována primárně za fenomén dospívání“.
Ferm proto píše, že „z Eriksonových teorií lze pravděpodobně vyvodit závěr, že jak krize identity v období dospívání, tak krize integrity ve středním věku představují zralé okamžiky pro konverzi“.
5) Vědomé nebo nevědomé. Do jaké míry je zkušenost konverze způsobena vědomým řízením a do jaké míry nevědomými faktory, které stojí za jedincem nebo ho dokonce přesahují? Většina konvertitů uvádí síly mimo vědomou kontrolu. „Většina psychologů se shoduje, že role nevědomých faktorů je při konverzi rozsáhlá a často rozhodující a že náhlým konverzím předchází dlouhé období podvědomé inkubace,“ píší Scroggs a Douglas. Allport, Maslow, Rogers a další zdůrazňují roli vědomého rozhodnutí.
6) Věda versus náboženství. Psychologové jako sociální vědci mají tendenci pracovat podle nicneříkajícího redukcionismu. Konverze musí být popsána jako přirozený proces. Teologové a další, kteří připouštějí možnost nadpřirozena, mají tendenci ke studiu konverze přistupovat podle přístupu něco-více, ruce pryč od svaté ochrany. Rozdílné světonázory mohou zkreslovat interpretace. Scroggs a Douglas píší, že "žádné řešení tohoto velmi obtížného problému se neobjevuje v bezprostřední působnosti", ale naznačují, že uznání zkreslení a zahrnutí obou pohledů do „nejen interdisciplinárního, ale i mezioborového výzkumu je nezbytné“.
7) Jaký přístup? Protože existují různé psychologické školy s protichůdnými teoriemi, je určení toho, který je pro studium konverze nejvhodnější, jednou z otázek, které Scroggs a Douglas vnímají: „Behaviorismus, operacionalismus a teorie učení byly jen zřídka aplikovány na studium náboženské konverze“ a drtivá většina prací byla napsána z jediného hlediska: „funkcionalismu“, který definuje to, co je pravdivé, jako to, co funguje.

## Neurologie
Kelly Bulkeleyová v knize The Oxford Handbook of Religion Conversion napsala, že od roku 2014 nebyl proveden žádný neurovědecký výzkum zaměřený konkrétně na náboženskou konverzi. Neexistuje ani jednotný konsenzus o tom, jak funguje systém mozek/mysl, a výzkumníci používají mnoho různých přístupů. Spory se vedou o problém mysli a těla, stejně jako o to, zda je mozek jednoduše modulární (složený z oddělených částí), nebo zda je to příliš omezené vysvětlení toho, co Bulkeley nazývá komplexními, „globálními, syntetickými, celek je větší než součet jeho částí“. Neshody panují ohledně determinismu vs. svobodné vůle, využití zobrazování mozku, zpráv o konverzi z první osoby a aplikací kvantové fyziky.
Fenomén konverze vychází z přesvědčení, že lidé mají schopnost změnit způsob, jakým mentálně vnímají a prožívají svět. Výzkum plasticity mozku ukázal, že schopnost mozku vytvářet nové nervové dráhy nám zůstává po celý život. Bulkeley píše, že „kognitivní neurověda ve vztahu k náboženským konverzím, při nichž lidé procházejí zásadní změnou uspořádání předpokladů a očekávání, které utvářejí jejich vnímání světa, může vést k novým důkazům ohledně latentního potenciálu vývoje mozku a mysli“.
Studie o modlitbě a meditaci ukazují, že mění fungování mozku měřitelným a hmotným způsobem.
„Z tohoto základního zjištění vyplývá několik důsledků. Jedním z nich je, že přinejmenším některé aspekty náboženství nejsou způsobeny patologickým fungováním mozku. Současný výzkum [kognitivní neurovědy] vyvrací myšlenku, že by náboženství ... pramenilo z chybných procesů v mozku a mysli. Nejlepší dostupné vědecké důkazy ukazují, že lidé, kteří se věnují nábožensky motivovaným kontemplativním cvičením, mají normální, zdravý mozek. Možná, že jiné formy náboženství mohou být s neuropatologií spojeny příměji, ale v případě meditace a modlitby literatura CN podporuje pragmatické ocenění účinnosti náboženské praxe při utváření zdravé interakce mozku a mysli.“

## Statistiky
Podle studie profesora náboženství Davida B. Barretta z Kolumbijské univerzity a historika George Thomase Kuriana z roku 2001 se v tomto roce ke křesťanství obrátilo z jiného náboženství přibližně 2,7 milionu lidí, zatímco celkově se ročně obrátí přibližně 3,8 milionu lidí. V prvních desetiletích jednadvacátého století je letniční hnutí největší a nejrychleji rostoucí formou křesťanství. Profesor náboženství Dyron B. Daughrity cituje Paula Frestona: „Během několika desetiletí bude polovina křesťanů na světě v Africe a Latinské Americe. Při současném trendu bude do roku 2050 na světě tolik letničních jako hinduistů a dvakrát více letničních než buddhistů.“ Tento růst je způsoben především náboženskými konverzemi.
Historik Philip Jenkins poznamenává, že křesťanství rychle roste také v Číně a některých dalších asijských zemích. Sociolog a specialista na čínské náboženství Fenggang Yang z Purdue University píše, že křesťanství se „šíří mezi Číňany v jihovýchodní Asii“ a evangelikální a letniční křesťanství v Číně roste rychleji. Více než polovina těchto konvertitů má vysokoškolské vzdělání.

Země podle procenta protestantů v roce 1938

Rozšíření křesťanů po celém světě v roce 2011

Sociální antropoložka Juliette Koningová a socioložka Heidi Dahlesová z Vrije Universiteit Amsterdam se shodují, že od 80. let 20. století došlo k rychlému rozšíření charismatického křesťanství. Nejrychleji prý rostou křesťanské komunity v Singapuru, Číně, Hongkongu, na Tchaj-wanu, v Indonésii a Malajsii a většinu nových věřících tvoří „vzestupně mobilní, městští Číňané střední třídy“. Allan Anderson a Edmond Tang ve své knize Asian and Pentecostal: The Charismatic Face of Christianity in Asia uvádějí, že „Asie má druhý největší počet letničních/charismatiků ze všech kontinentů na světě a zdá se, že rychle dohání největší, Latinskou Ameriku.“ World Christian Encyclopedia (Světová křesťanská encyklopedie) odhaduje 135 milionů v Asii oproti 80 milionům v Severní Americe.
Uvádí se také, že v některých zemích, jako je Čína, Hongkong, Indonésie, Írán, Japonsko, Singapur, a Jižní Korea, se stále více mladých lidí stává křesťany.
Rada pro mezinárodní vztahy uvádí, že „počet čínských protestantů od roku 1979 roste v průměru o 10 % ročně“. Oceněný historik křesťanství Todd Hartch z Eastern Kentucky University napsal, že do roku 2005 konvertovalo ke křesťanství asi 6 milionů Afričanů ročně. Podle íránského historika Ladana Boroumanda „Írán je dnes svědkem nejvyšší míry christianizace na světě“.

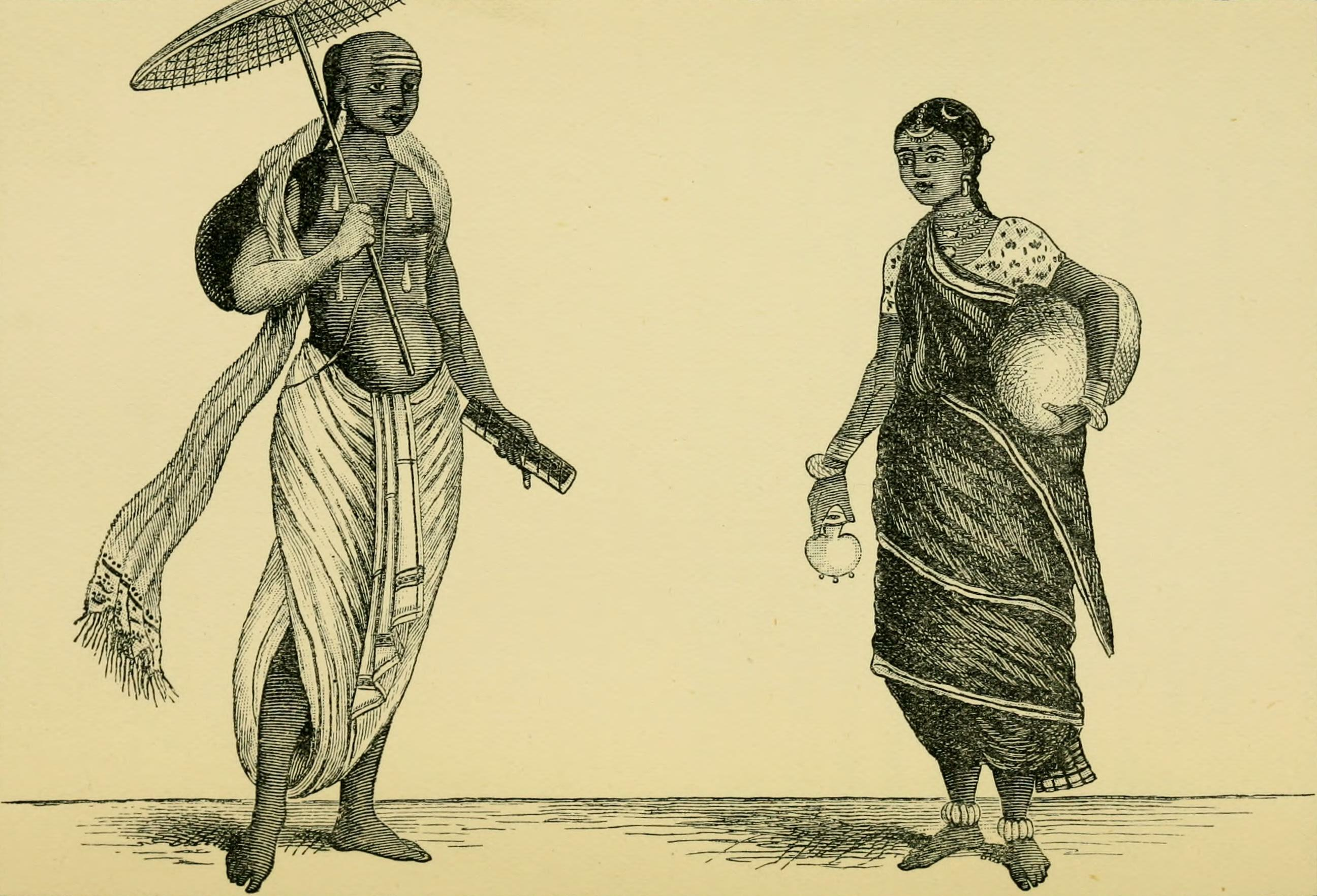
Evangelium v jižní Indii aneb náboženský život, zkušenosti a charakter křesťanů z hinduismu (1880)

Přesný počet Dalitů (nedotknutelných), kteří v Indii konvertovali ke křesťanství, není k dispozici, ale religionista William R. Burrow z Coloradské státní univerzity odhaduje, že ke křesťanství konvertovalo asi 8 % Dalitů. Podle studie Pew Research Center z roku 2021 křesťanství v Indii v posledních letech vzrostlo díky konverzím. Většina konvertitů jsou bývalí hinduisté, i když někteří jsou bývalí muslimové.
Od 60. let 20. století došlo k výraznému nárůstu počtu konverzí z islámu ke křesťanství, většinou k evangelikální a letniční křesťanské tradici. Studie Believers in Christ from a Muslim Background z roku 2015: „Podle odhadů z globálního sčítání konvertovalo ke křesťanství 10,2 milionu muslimů“. Mezi země s největším počtem muslimů obrácených ke křesťanství patří Indonésie (6 500 000), Nigérie (600 000), Írán (500 000 oproti pouhým 500 v roce 1979), Spojené státy (450 000), Etiopie (400 000) a Alžírsko (380 000). Indonésie je domovem největší křesťanské komunity konvertitů od islámu. Od poloviny a konce 60. let 20. století konvertovalo ke křesťanství 2 až 2,5 milionu muslimů. Podle Rady pro mezinárodní vztahy z roku 2007 odborníci odhadují, že v západním světě konvertují ke křesťanství tisíce muslimů ročně, což však není zveřejněno kvůli obavám z pomsty.

## Způsoby konverze

### Donucení
Ačkoli křesťanští teologové, jako například Augustin ze čtvrtého století a Alkuin z devátého století, dlouho tvrdili, že konverze musí být dobrovolná, existují historické příklady donucení k obrácení na křesťanství. Konstantin použil právo i sílu, aby vymýtil praxi obětování a potlačil kacířství, i když ne konkrétně na podporu konverze. Theodosius také sepsal zákony k odstranění hereze, ale nevyžadoval od pohanů ani Židů konverzi ke křesťanství. Východořímský císař Justinián I. v šestém století a císař Heraklius v sedmém století se však pokusili vynutit kulturní a náboženskou jednotu tím, že vyžadovali křest Židů. V roce 612 vizigótský král Sisebut na popud Herakleia vyhlásil povinnou konverzi všech Židů ve Španělsku. V mnoha nových národních státech vznikajících ve východní Evropě pozdního středověku někteří králové a knížata vytvářeli nátlak na své obyvatele, aby přijali nové náboženství. A v křížových výpravách na severu Evropy bojující knížata dosáhla rozsáhlé konverze politickým nátlakem nebo vojenským donucením, přestože teologové nadále tvrdili, že konverze musí být dobrovolná.

### Křest
Ve všech variantách křesťanství je křest iniciačním obřadem pro vstup do křesťanského společenství. Téměř všem křtům je společné, že při křtu kněz používá trojiční formuli (ve jménu Otce, Syna a Ducha svatého). Dva aspekty křtu jsou zdrojem neshod: způsob a význam. V knize Understanding Four Views on Baptism (Porozumění čtyřem názorům na křest) redaktoři napsali, že křesťané se neshodnou na významu křtu a na tom, zda je nezbytným aspektem obrácení, nebo jen demonstrací již proběhlého obrácení.

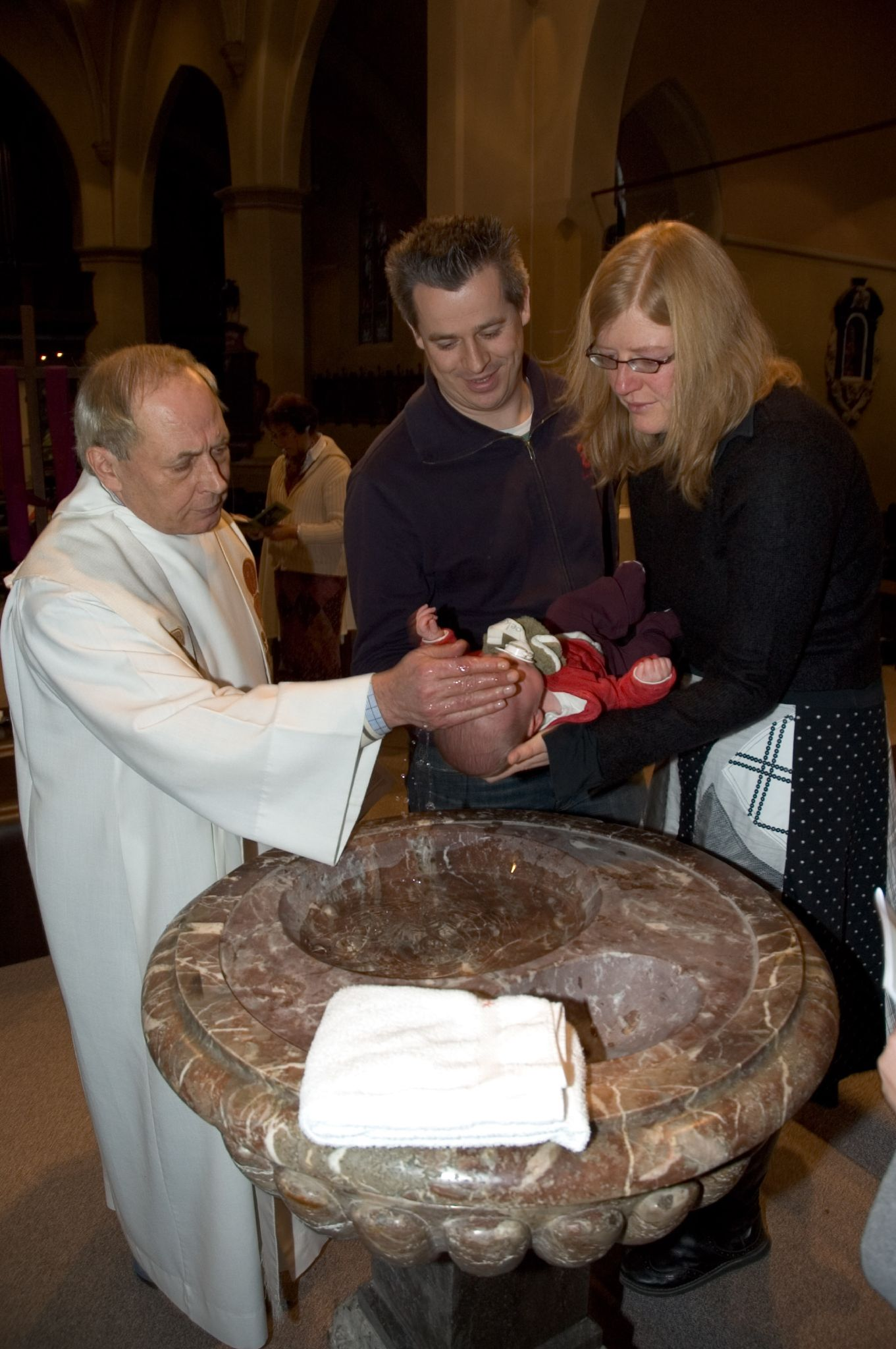
Křest dítěte poléváním

V křesťanství existují také různé způsoby křtu. Patří mezi ně ponoření (ponoření do vody), afúze (polévání) a asperze (pokropení). Nejběžnější praxí ve starověké církvi byl křest ponořením celé hlavy a těla dospělého člověka, který zůstal běžný až do středověku a i ve 21. století se vyskytuje ve východní církvi, anglikánské a římskokatolické církvi a ve většině protestantských denominací.
Historik Philip Schaff napsal, že kropení neboli polévání hlavy nemocného nebo umírajícího člověka vodou tam, kde ponoření nebylo praktické, se používalo také ve starověku a až do dvanáctého století a v současnosti se používá na většině Západu. Podle Oxford Dictionary of the Christian Church (Oxfordský slovník křesťanské církve) se však afúze stala nejběžnější praxí západních církví.
Křest novorozenců byl pro protestantské reformátory kontroverzní a pro některé protestanty jím zůstává, ale podle Schaffa jej vykonávali již starověcí křesťané a Nový zákon jej nevyžaduje ani nezakazuje.
Způsob křtu často závisí na denominaci, do které člověk vstupuje, a v některých případech i na jeho osobní volbě. Mnoho anglikánů a luteránů křtí afuzí. Presbyteriáni a kongregacionalisté přijímají křest poléváním nebo kropením. Steven W. Lemke píše, že presbyteriánské Westminsterské vyznání říká: „Ponoření osoby do vody není nutné.“ Baptisté s tím nesouhlasí. Mnozí evangelikální protestanti, například baptisté, trvají na tom, že platný je pouze křest plným ponořením. Druhé londýnské a filadelfské vyznání baptistů tvrdí, že „ponoření neboli ponoření osoby do vody je nezbytné“. Křest ponořením je opět potvrzen v článku 7 BF&M [Baptist Faith and Message]. Jiní, jako například metodisté, mohou provádět všechny tři formy křtu.

### Změna denominace
Přechod z jedné křesťanské denominace, jako je presbyteriánství, do jiné křesťanské denominace, jako je katolicismus, není badateli obecně považován za konverzi ke křesťanství. Mark C. Suchman říká, že je to proto, že většina sociologů a dalších vědců definuje konverzi jako „radikální osobní změnu, zejména změnu zahrnující posun ve smyslu ,kořenové realityʻ.“ Podle Suchmana to však ve výzkumu vytváří určitou formu „výběrového zkreslení“. Píše, že studium „každodenní“ náboženské migrace nenahrazuje analýzy „skutečné konverze“, ale změnu denominace, kterou označuje jako „náboženskou mobilitu“, lze považovat za aspekt konverze.
Suchman popisuje šest typů či příčin „náboženské mobility“ jako doplněk k tradičněji omezenému pojmu konverze. Vychází přitom z teorií sociologie deviace, kde se uznává, že „změna náboženské příslušnosti obecně představuje rozchod s předchozími normami a přerušení sociálních závazků – i když nejde o radikální změnu osobnosti“.
Teorie deviace definují, co lze považovat za proměnné a determinanty, které se na ní podílejí, a jaký druh mobility lze považovat za náhodný. „Teorie napětí“ tvrdí, že ti, kteří jsou nespokojeni se svou náboženskou příslušností, se obecně „dopouštějí odchylky“ od této skupiny. Kandidáty na změnu náboženské příslušnosti jsou ti, kteří nejsou dobře integrováni ve své náboženské sociální skupině, ti, kteří se zapletou do sociálních vztahů mimo skupinu s účastníky odchylných kultur, a ti, jejichž etnický původ a tradiční prostředí se liší od jejich současné příslušnosti. Se změnou náboženské příslušnosti jsou spojeny také sňatky s partnery různého náboženství a/nebo vyznání.

### Biřmování
Hlavní článek: Biřmování
Teolog Knut Alfsvåg píše, že biřmování (též konfirmace, z lat. con-firmatio, upevnění, potvrzení) poprvé zavedl papež Inocenc I. v 5. století jako součást jednotné svátosti křtu, křtu (biřmování) a prvního přijímání, která byla běžně přijímána ve 12. století. Za svátost ji formálně označil Druhý lyonský koncil v roce 1274. Křest spolu s vyznáním a ponaučením, které je součástí biřmování, a eucharistie zůstaly základními prvky iniciace ve všech křesťanských společenstvích, nicméně Alfsvåg píše, že biřmování má v různých denominacích různé postavení.

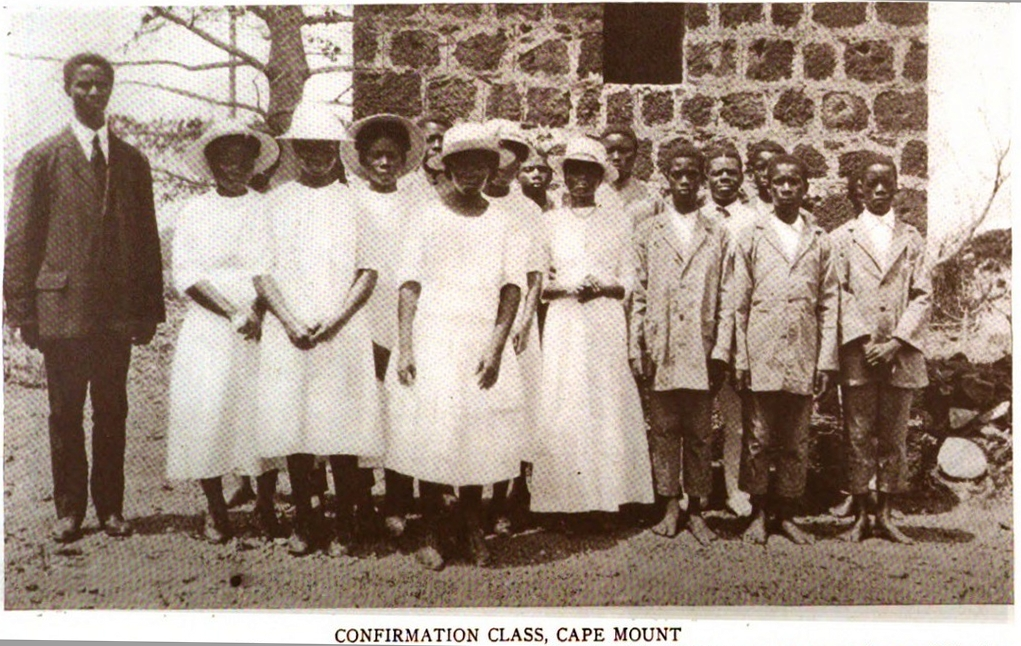
Třída biřmovanců z roku 1918 na Cape Mount

Někteří považují křest, biřmování a svaté přijímání za prvky jednotné svátosti, skrze kterou se člověk stává křesťanem a součástí církve. U východních křesťanů je biřmování známé také jako myropomazání (křižmo) a za určitých okolností může být uděleno bezprostředně po křtu. Když se dospělý člověk rozhodne konvertovat ke katolické nebo pravoslavné církvi, stane se „katechumenem“ a navštěvuje kurzy, aby se dozvěděl, co konverze znamená a co vyžaduje. Jakmile jsou kurzy ukončeny a kandidát je pokřtěn, mohou být dospělí bezprostředně po křtu biřmováni. Duchovní pomaže čelo (nebo v případě byzantských křesťanů čelo, oči, nosní dírky, ústa, uši, hruď, ruce a nohy) křižmem (olejem) a vzývá Ducha svatého, aby konvertitu opatřil pečetí darů svatého Ducha.
V západních církvích, které provádějí křest dětí (katolická církev, anglikánská církev, anglikáni, luteráni, presbyteriáni, kongregacionalisté, metodisté, nazaréni, moravané a sjednocení protestanti), nejsou pokřtěné děti obvykle ihned biřmovány, s výjimkou naléhavých případů, jako je nemoc nebo hrozící smrt. Jinak musí dětští kandidáti počkat, až budou dostatečně staří, aby se mohli rozhodnout sami. K biřmování nemůže dojít, dokud se kandidát nezúčastní přípravy na biřmování, neprokáže dostatečné porozumění tomu, s čím chce vyjádřit svůj souhlas, a dokud není schopen „vlastními ústy“ vyznat svou touhu být utvrzen ve víře. Ve východních církvích (pravoslaví, starobylé východní církve a Církev Východu) se tento obřad nazývá chrismace a provádí se bezprostředně po křtu, bez ohledu na věk.
Aby byl člověk plně ve společenství s katolickou církví (tento výraz se používá od roku 205), vyžaduje katolická církev, aby konvertita vyznával víru a přijímal svátosti – křest, biřmování a eucharistii. Pravoslavná církev také i ve 21. století zachovává tradici křtu, biřmování a prvního přijímání jako jednotného obřadu, přičemž biřmování označuje jako „Letnice jednotlivce“ (jedná se o odkaz na Ducha svatého, který byl seslán o Letnicích).
Praxe biřmování byla během reformace kritizována těmi, kteří nepovažují biřmování za podmínku obrácení ke křesťanství nebo plnohodnotného přijetí za člena církve. Luther považoval biřmování za „církevní obřad nebo svátostný obřad“, ale pro Luthera byl nutný křest, a ne biřmování. John Wesley tento obřad zcela zrušil a zanechal tak metodismus bez obřadu biřmování od roku 1785 do roku 1965. Tyto církve vidí biřmování jako kombinaci přímluvné modlitby a jako závěrečný obřad po období výuky.